# 康雅苑

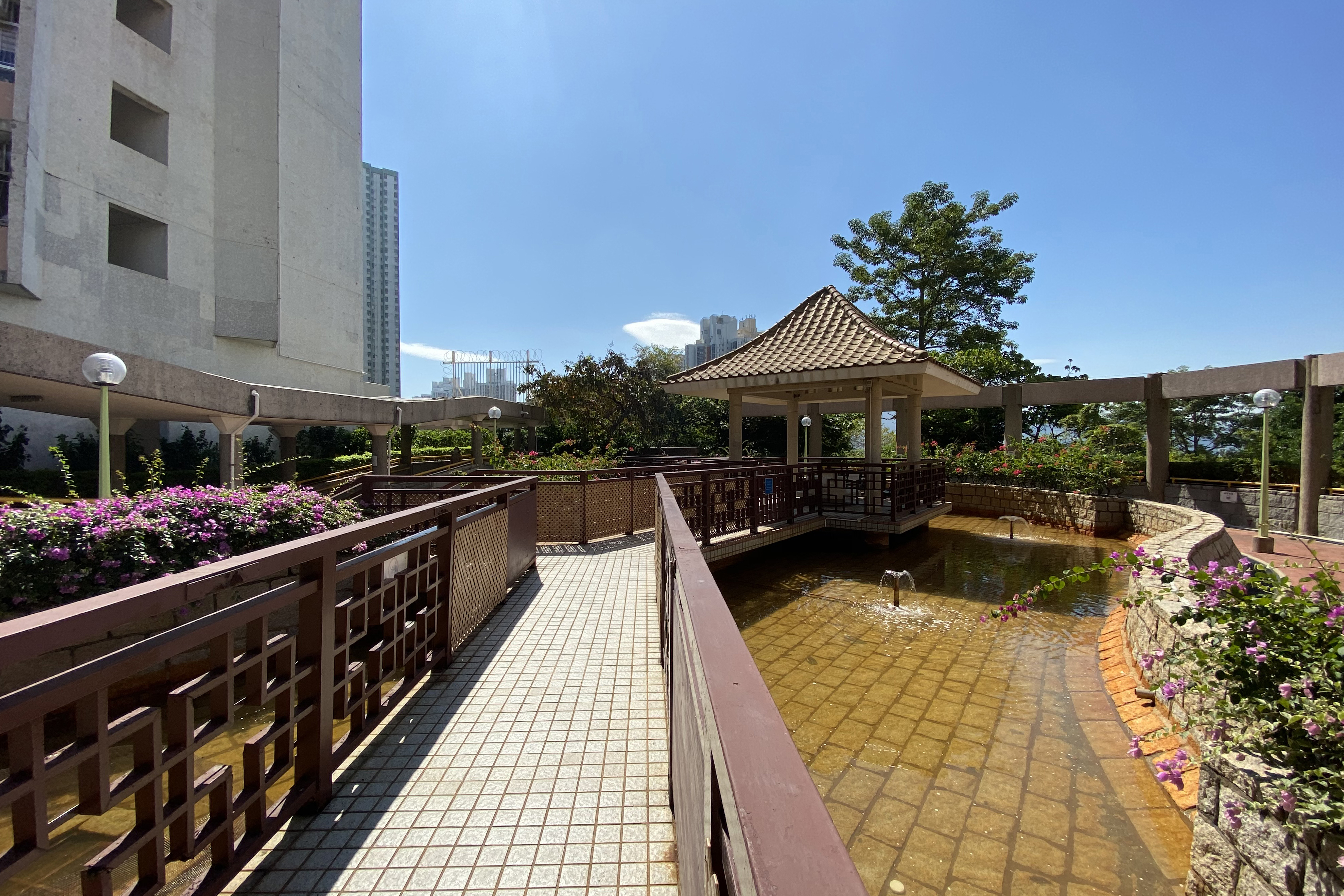
涼亭和水池

康雅苑（英語：Hong Nga Court）是香港房屋委員會在觀塘區的居者有其屋屋苑之一，共有三座樓宇、於1993年落成。當中杏雅閣電梯大堂曾經於2014年5月5日發生警員開槍擊斃青年事件，引起當時社會廣泛關注。
康雅苑毗鄰德田邨，亦是原本為德田邨未命名的第9、10、11座，隨後獲甄選為居屋並出售。

## 屋苑資料

### 樓宇
屋苑採用和諧式設計，共有3座樓宇，樓高38層，每層有16伙，合共提供1,824個單位，當年開售價格介乎港幣$571,400 - $1,140,500。目前由瑞安物業管理有限公司負責管理。
| 樓宇名稱（座號） | 樓宇類型                  | 落成日期     | 樓宇層數 （住宅層數） | 每層伙數 | 每座單位數目（伙） | 承建商   | 提供升降機的廠商 | 期數             | 原定所屬樓宇 |
| ---------------- | ------------------------- | ------------ | --------------------- | -------- | ------------------ | -------- | ---------------- | ---------------- | ------------ |
| 桃雅閣（A座）    | 和諧一型第四款 （第一代） | 1993年8月9日 | 38（1-38樓）          | 16       | 608                | 青木建設 | 通力             | 4 （藍田南項目） | 德田邨第9座  |
| 荔雅閣（B座）    | 和諧一型第四款 （第一代） | 1993年8月9日 | 38（1-38樓）          | 16       | 608                | 青木建設 | 通力             | 4 （藍田南項目） | 德田邨第10座 |
| 杏雅閣（C座）    | 和諧一型第四款 （第一代） | 1993年8月9日 | 38（1-38樓）          | 16       | 608                | 青木建設 | 通力             | 4 （藍田南項目） | 德田邨第11座 |

### 設施
屋苑設有兩個兒童遊樂場、涼亭及水池。
- 佛教金麗幼稚園 （1973年創辦，1993年由藍田邨第16座遷入康雅苑地下）
- 基督教家庭服務中心德田幼稚園  （1993年創辦，位於康雅苑停車場頂樓）

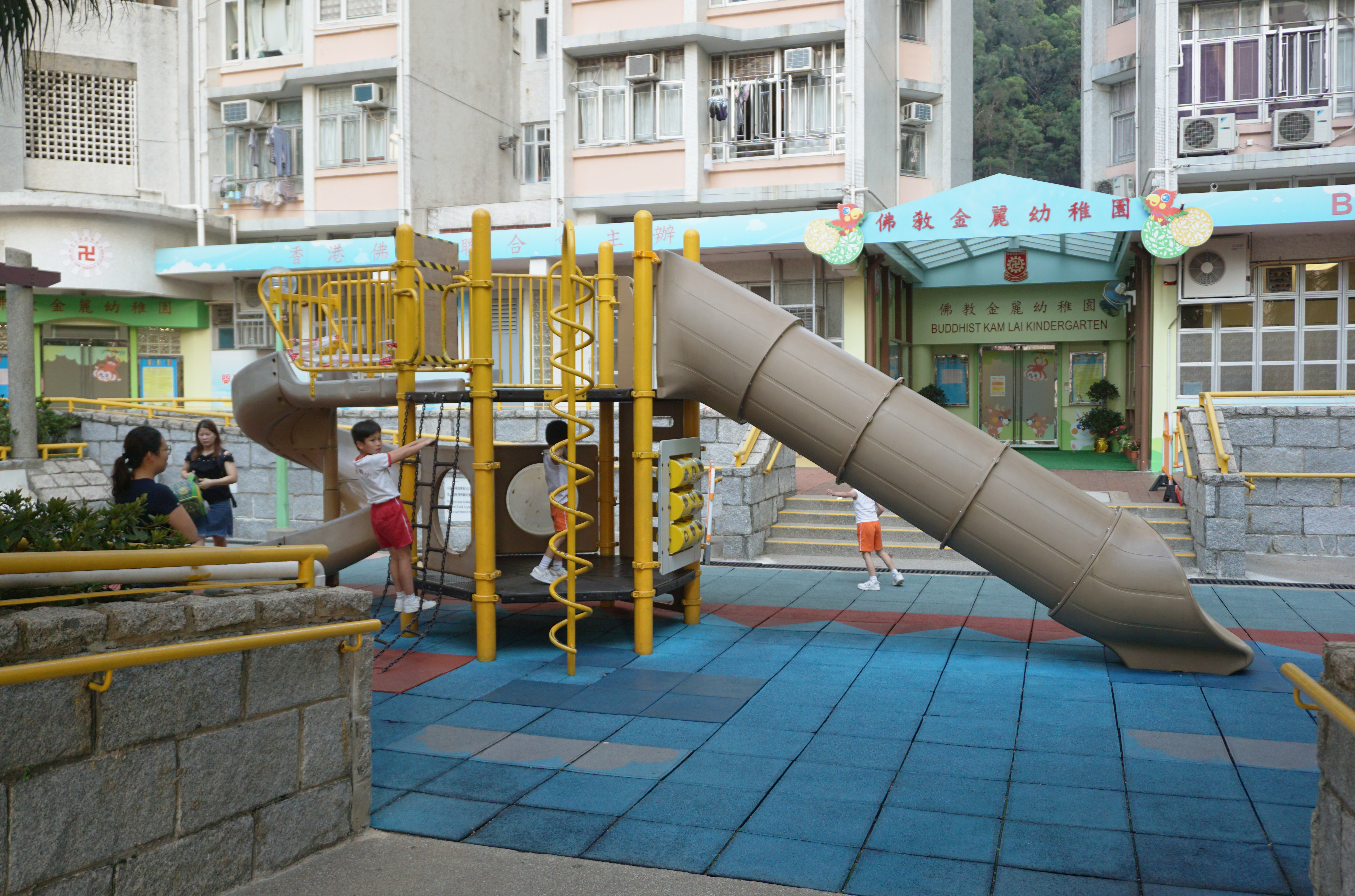
兒童遊樂場
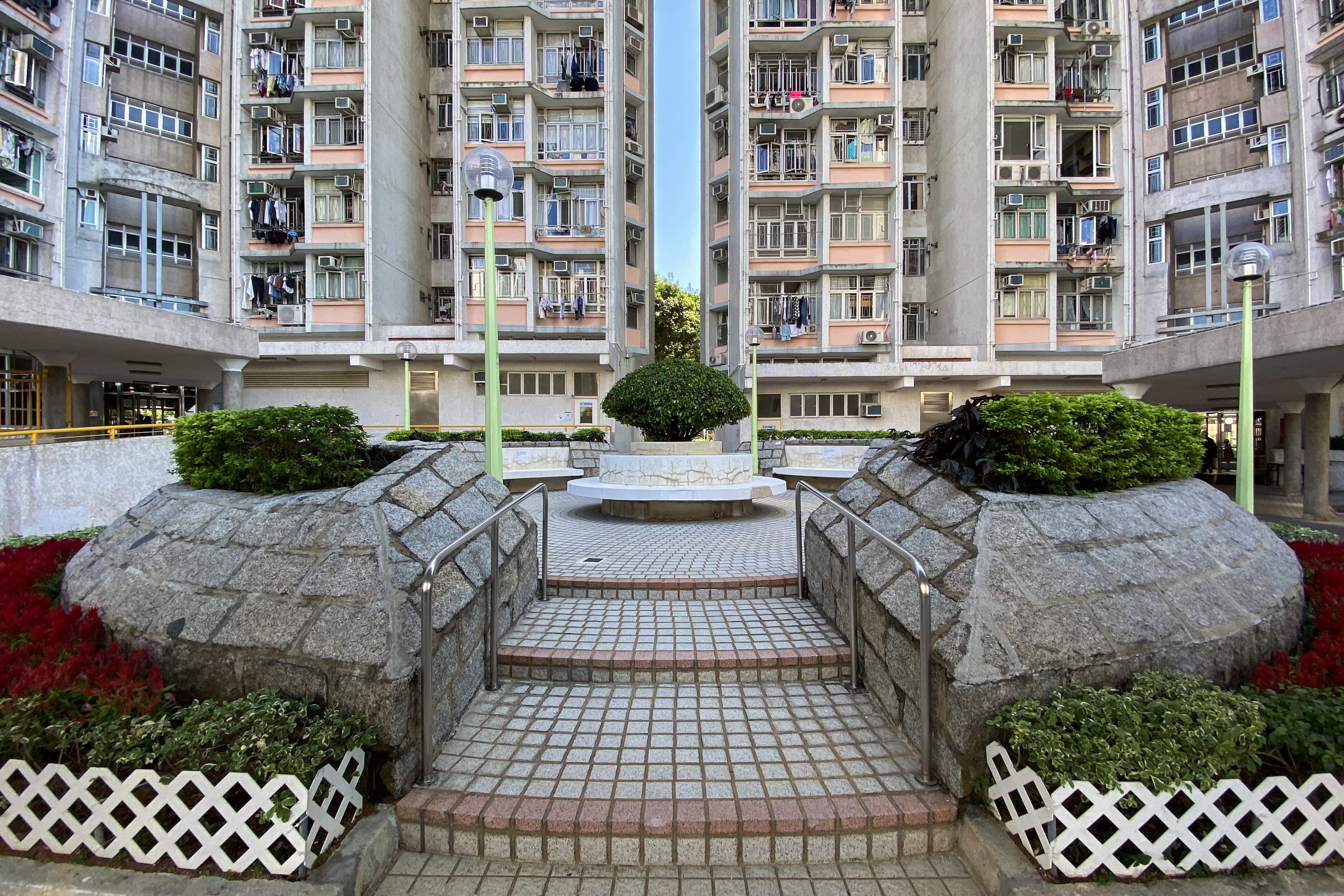
小園林（2020年11月）
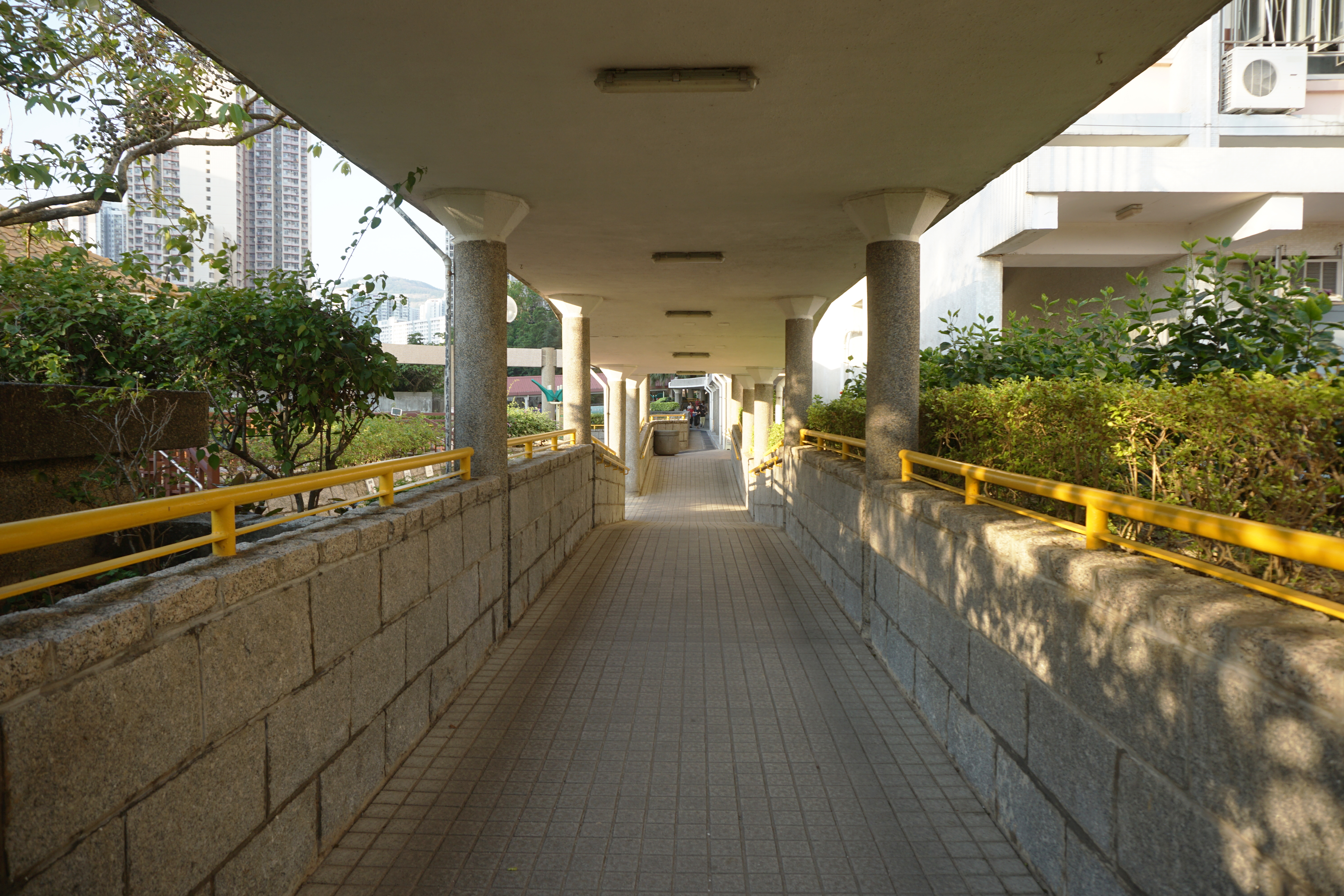
有蓋行人通道
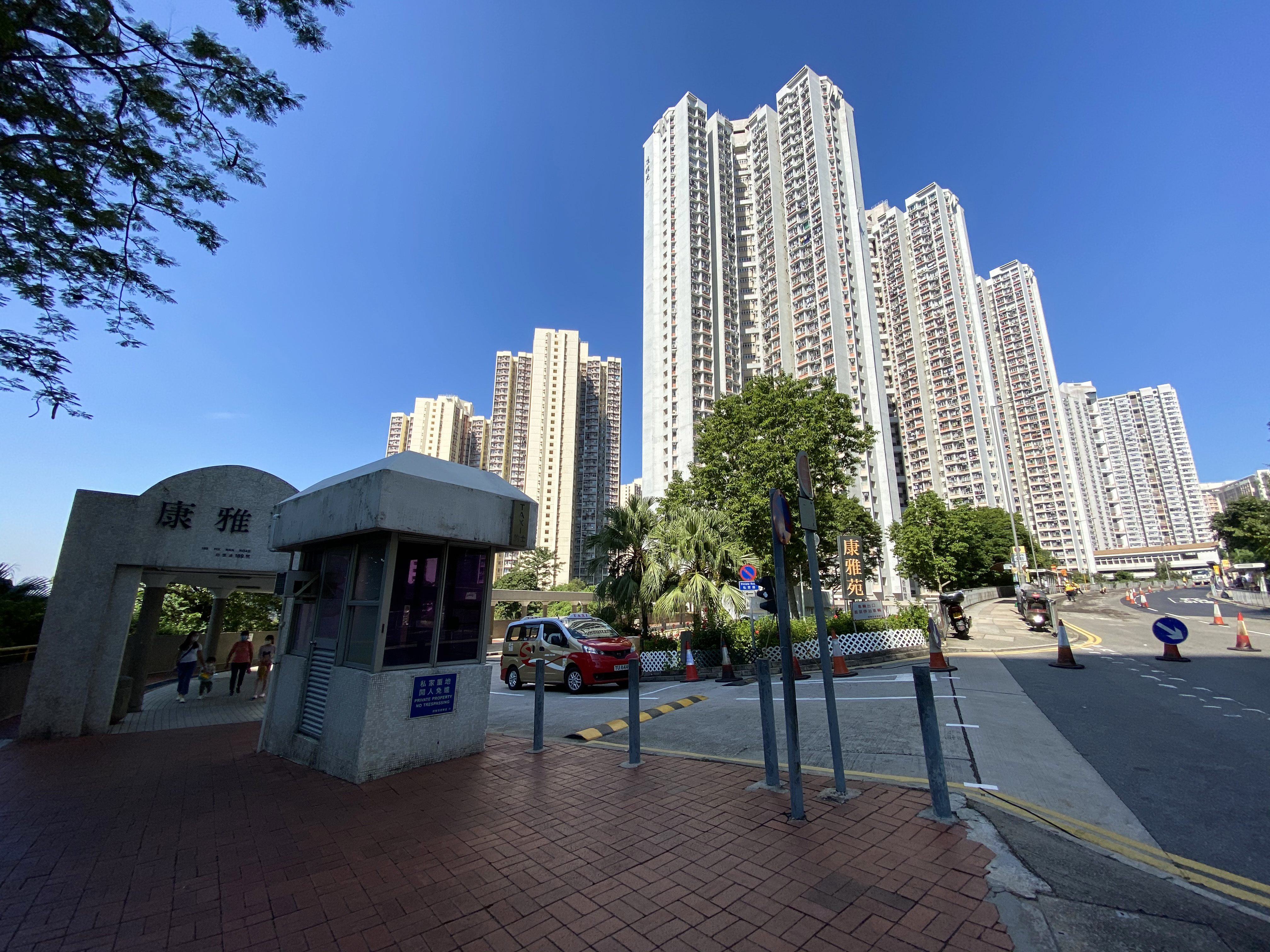
車道入口

## 交通
屋苑離港鐵藍田站大約10分鐘步程。

## 事件

### 警員開槍擊斃青年事件
2014年5月5日凌晨3時，康雅苑杏雅閣電梯大堂發生警員開槍案。事件中21歲青年何世通當場被警察連開三槍擊斃；此事件在香港引起廣泛關注。